# 2010年ペンタゴン銃乱射事件
2010年ペンタゴン銃乱射事件（2010ねんペンタゴンじゅうらんしゃじけん）とは、2010年3月4日、バージニア州アーリントン郡にあるワシントンメトロのペンタゴン駅で警察官二人が銃撃された事件。

## 犯人像
犯人はカリフォルニア州ホリスター出身の男。当時36歳。警官二人を銃撃した直後、銃による反撃を受け、額に銃弾を浴びて数時間後の3月5日未明に死亡した。職業はプログラマー。双極性障害を患い施設に度々入院した経験があり、カナビスの所持で逮捕された経歴もあった。双極性障害が事件の動機に及ぼした影響については定かではない。

## 事件の推移
事件が起こったのは午後6時40分前後であった。犯人はスーツ姿で、セキュリティチェックポイント付近で彼を目的した目撃者の話によればとても穏やかな表情をしていた。ペンタゴン防護局ペンタゴン警察本部の警官が身元の証明を犯人に要請したところ、犯人はポケットから銃を取り出し、警官二人目掛けて発砲した。2人を援護するために3人目の警官も加わって警察側が防衛し、犯人に致命傷を与えた。
犯人と警官の「撃ち合い」は一瞬の出来事であった。ペンタゴン防護局長官のリチャード・キーヴィルによれば、犯人は9mm自動拳銃で武装し予備の弾倉を所持していた。同局は、駐車場近くにある犯人所有のものとされる車にもさらに弾薬が積まれているのを発見した。
銃撃された警官二人と犯人はジョージ・ワシントン大学病院に搬送されたが、警官二人は間もなく退院した。一人は太腿、もう一人は肩を負傷していたが、銃傷は微々たるものであった。

## ペンタゴン当局の反応
銃撃により、地下鉄の先頭にある一箇所を除きペンタゴンの全てのセキュリティが作動したが、午後8時には地下鉄の駅も銃撃があったエントランスを除き全てセキュリティが解除された。スポークスマンのホイットマンは、事件現場となったエントランスは一晩中セキュリティ下に置かれるだろうと発言した。
アメリカ同時多発テロ事件の後ペンタゴン駅はテロ対策のため再設計され、駅から直接ペンタゴンの建物には入れないようになっていた。利用者達はエスカレーターを使って迂回し、正面玄関でセキュリティチェックを受けてペンタゴンに入る仕組みになっていた。